# Aplocera evanescens
Aplocera evanescens là một loài bướm đêm trong họ Geometridae.